# 蜜黄血红杜鹃
蜜黄血红杜鹃（学名：Rhododendron sanguineum var. himertum）为杜鹃花科杜鵑花屬下的一个变种。